# Frederic Raphael

Frederic Raphael, 2024

Frederic Raphael (* 14. August 1931 in Chicago, Illinois) ist ein US-amerikanischer Drehbuchautor.

## Leben
Im Jahr 1965 erhielt er für seine Leistung in dem John Schlesinger-Film Darling (mit Julie Christie) den Oscar. Frederic Raphael arbeitete mit Stanley Kubrick knapp zwei Jahre daran, den Arthur Schnitzler-Stoff Die Traumnovelle in ein Drehbuch zu verwandeln, das Kubricks Anspruch gerecht wurde. Kubrick wollte diese Geschichte schon 30 Jahre früher auf die Kinoleinwand bringen, zog aber ständig andere Projekte vor bzw. hielt die Zeit hierfür noch nicht für gekommen. Der Perfektionist Kubrick verlangte Raphael vielerlei Drehbuchfassungen ab, bevor er sich mit der letztlichen Kinoversion zu Eyes wide shut zufriedengab.
Christiane Kubrick, die Witwe von Stanley Kubrick, distanzierte sich im Jahr 1999 von Frederic Raphaels Buch Eyes Wide Open – Eine Nahaufnahme von Stanley Kubrick, in dem Raphael über die Entstehung des Films Eyes wide shut berichtet, und warf ihm Vertrauensbruch sowie Verunglimpfung ihres verstorbenen Mannes vor.

## Filmografie (Auswahl)

### Drehbücher
- 1958: Mit dem Kopf durch die Wand (Bachelor of Hearts)
- 1961: Herein, ohne anzuklopfen (Don't Bother to Knock) – Regie: Cyril Frankel
- 1964: Man geht wieder über Leichen (Nothing but the Best)
- 1965: Darling
- 1967: Die Herrin von Thornhill (Far from the Madding Crowd)
- 1967: Zwei auf gleichem Weg (Two for the Road)
- 1970: Traue keinem Hausfreund (A Severed Head) – Regie: Dick Clement
- 1974: Daisy Miller
- 1976: Rogue Male – Einzelgänger, männlich (Rogue Male) – Clive Donner
- 1979: Of Mycenae and men (TV)
- 1980: Richards Erbe (Richard’s Things)
- 1984: Oxbridge Blues (TV-Miniserie)
- 1989: After the War (TV-Miniserie)
- 1990: Die Hure des Königs (La putain de roi) – Regie: Axel Corti
- 1990: Verführerische Geschichten (Women and Men: Stories of Seduction) (TV)
- 1999: Eyes Wide Shut
- 2002: Hiding Room
- 2002: This Man, This Woman
- 2004: Coast to Coast

### Schauspieler
- 1964: Swizzlewick (TV-Serie)
- 1991: Women and Men: In love there are no rules (TV)
- 2006: Rabbit Fever

### Regie
- 1984: Oxbridge Blues (TV-Miniserie)
- 1990: Verführerische Geschichten (orig.: Women and men: Stories of Seduction) (TV)

## Auszeichnungen
- 1965 – Writers’ Guild of Great Britain-Award in der Kategorie „Bestes britisches Drehbuch einer Komödie“ für Nothing but the Best
- 1966 – Oscar in der Kategorie „Bestes Originaldrehbuch“ für Darling
- 1966 – Writers’ Guild of Great Britain-Award in der Kategorie „Bestes britisches Drehbuch einer Komödie“ für Darling
- 1966 – British Film Academy Award in der Rubrik „Bestes britisches Drehbuch“ für Darling
- 1968 – Merit Scroll-Award der Writers’ Guild of Great Britain in den Kategorien „Bestes britisches Originaldrehbuch“ und „Bestes britisches Drehbuch einer Komödie“ für Two for the road